# San Girolamo e il leone nel convento
San Girolamo e il leone nel convento è un dipinto tempera su tavola (141x211 cm) di Vittore Carpaccio, datato 1502 e conservato nella Scuola di San Giorgio degli Schiavoni a Venezia.

## Storia
Carpaccio, al culmine della propria carriera, venne chiamato dalla Scuola "minore" degli Schiavoni, cioè dei Dalmati residenti o di passaggio a Venezia, per dipingere un ciclo di sette teleri sulle storie dei santi protettori della confraternita (Giorgio, Girolamo e Trifone) a cui si aggiunsero altre due tele fuori della serie con Storie evangeliche. Il lavoro per gli Schiavoni iniziò nel 1502 e terminò nel 1507. 

## Descrizione e stile

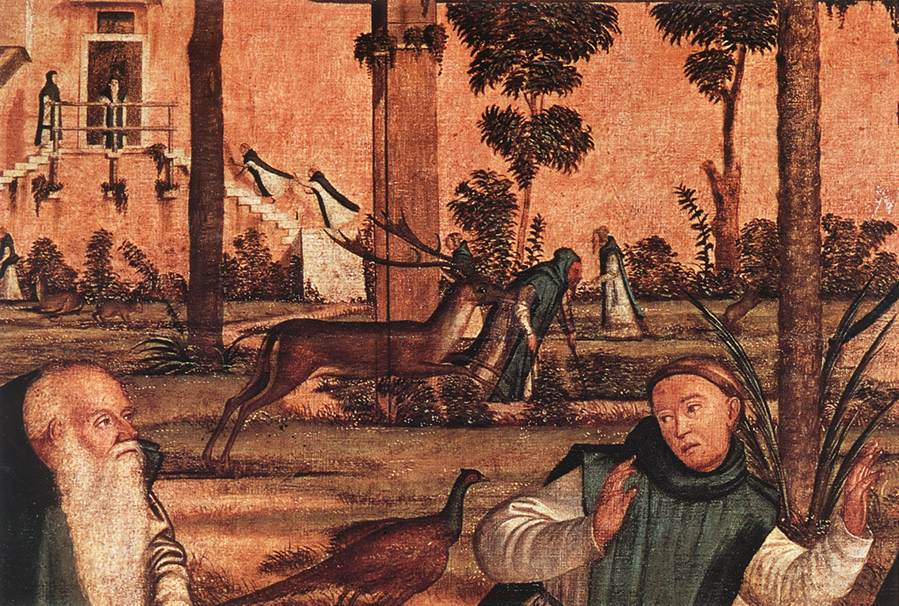
Dettaglio

La tela mostra un episodio "di genere" della leggenda di san Girolamo, quando cioè il santo, di ritorno dall'eremitaggio nel deserto, portò con sé il leone che aveva ammansito togliendogli una spina dalla zampa. L'opera mostra il momento in cui i frati del convento vedono la belva e fuggono terrorizzati prima ancora che il vecchio monaco possa spiegare la presenza dell'animale al suo fianco, indicando la zampa che il leone sta alzando. Quattro monaci scappano infatti in direzioni diverse, sfruttando appieno la profondità spaziale. Le loro tonache blu e bianche al vento "macchiano" la cromia su più direttrici. Altri sullo sfondo stanno salendo precipitosamente le scale del convento. Una curiosità è il monaco che cammina con stampelle, in secondo piano, probabilmente un dettaglio ispirato dal vero.
La scena è ambientata in un campo aperto costruito con attenzione ai ritmi e alle pause, in cui si riconoscono una chiesa con portico e un palazzo con una loggetta e balconi. Grande attenzione mise l'autore nella descrizione topografica del luogo, che riecheggia probabilmente la zona di Venezia dove anticamente si trovava la Scuola degli Schiavoni, ovvero tra l'Ospedale di Santa Caterina e la chiesa di San Giovanni al Tempio. Alcuni dettagli esotici, come i palmizi, i turchi con turbante, e gli animali esotici (come il cervo e gli uccelli) rimandano alla reale ambientazione, secondo la Leggenda Aurea, dell'episodio, cioè la città di Betlemme.
Luce dorata e colore denso garantiscono l'unificazione di tutti gli elementi, creando quella particolare sensazione atmosferica che fa percepire l'"aria" nel dipinto.